# فتيحة بوضياف
فتيحة بوضياف (مواليد 1944 وهران، الجزائر) أرملة الرئيس الجزائري الراحل محمد بوضياف الذي أغتيل في العام 1992 في ظروف غامضة، يتهم فيها البعض المؤسسة العسكرية بالبلاد. بعد اغتياله قامت الأرملة بتأسيس مؤسسة بوضياف لإرسال رسالة زوجها بشأن السلام ومساعدة الأرامل في الجزائر. وهي أم لولدين.
حصلت على جائزة أمير أستورياس في مجال التعاون الدولي العام 1988. كانت فتيحة بوضياف قد رفضت نتائج التحقيق الرسمي في اغتيال زوجها قائلة بأنه لم يكن عمل فردي لمتطرف بل كان ضمن مؤامرة أكبر.